# Сюзана Мартінес
Сюзана Мартінес (англ. Susana Martinez; нар. 14 липня 1959, Ель-Пасо, Техас) — американський політик, що представляє Республіканську партію. 31-й і нині чинний губернатор штату Нью-Мексико. Мартінес — перша жінка-губернатор Нью-Мексико і перша латиноамериканська жінка-губернатор у США.

## Біографія

### Ранні роки та освіта
Сюзана Мартінес народилася і виросла у Ель-Пасо, штат Техас. У середині 1980-х років вона переїхала до Лас-Крусеса, Нью-Мексико. Мартінес походить з середнього класу. Її батько був боксером-любителем і тричі вигравав нагороду «Золоті рукавички» у 1950-х роках, а також працював заступником шерифа округу Ель-Пасо, штат Техас.
9 вересня 2011 Мартінес заявила, що вона не знала, що її предки іммігрували до країни нелегально. Після більш ретельного дослідження з'ясувалося, що вони закон не порушували, і що вона є нащадком мексиканського революційного генерала Торібіо Ортеги.
У 1977 році Сюзана закінчила середню школу Ріверсайд в Ель-Пасо, де була однією з найкращих учениць у класі. У 1980 році вона отримала ступінь бакалавра у Техаському університеті в Ель-Пасо, а потім ступінь доктора юридичних наук в Юридичному коледжі Університету Оклахоми у 1982 році.

### Політична кар'єра
У 1996 році Мартінес була обрана окружним прокурором у 3-го судовому окрузі, набравши майже 60% голосів. Вона тричі була переобрана на цю посаду. На посаді прокурора Мартінес зосередилася на справах, пов'язаних з корупцією та жорстоким поводженням з дітьми .
У 2008 році журнал Heart Magazine назвав Мартінес «Жінкою року» за її активний захист дітей. У березні 2010 року прокурорський відділ колегії адвокатів штату назвав її «Прокурором року» у Нью-Мексико.
У листопаді 2010 року Мартінес виграла вибори на посаду губернатора штату Нью-Мексико, перемігши Даян Деніш. Одним з пунктів її програми було забезпечення охорони мексикансько-американського кордону від нелегальних мігрантів. Ці вибори, разом тими, що одночасно проходили в Оклахомі, стали третіми і четвертими в історії губернаторськими виборами, на яких за вищу посаду у штаті боролися дві жінки.
Мартінес є противницею абортів. Вона також виступає проти одностатевих шлюбів. Мартінес підтримує збалансований бюджет і більш низькі державні витрати. Мартінес виступає проти вживання марихуани у медичних цілях у Нью-Мексико, проте вказує, що скасування чинного закону не є пріоритетним завданням.

### Особисте життя
Чоловік Мартінес, Чак Франко, протягом більше 30 років працював у поліції округу Донья-Ана. У Сюзан Мартінес є пасинок Карло, який служив у ВМС США.